# Kámpos Oropoú
Kámpos Oropoú (Kampos Oropou) är en ort i Grekland.   Den ligger i prefekturen Nomarchía Anatolikís Attikís och regionen Attika, i den östra delen av landet, 40 km norr om huvudstaden Aten. Kámpos Oropoú ligger 19 meter över havet och antalet invånare är 255.
Terrängen runt Kámpos Oropoú är platt åt nordväst, men åt sydost är den kuperad. Havet är nära Kámpos Oropoú åt nordost.Runt Kámpos Oropoú är det ganska tätbefolkat, med 93 invånare per kvadratkilometer. Närmaste större samhälle är Vasilikón, 13,8 km nordväst om Kámpos Oropoú. 